# عبدالرحمن پاشا بابان
عبدالرحمن پاشا بابان (کردی: عەبدوڕەحمان پاشای بابان) همچنین معروف به اوراحمان پاشا بابان (کردی: ئه‌وره‌حمان پاشای بابان)، امیر امارت کردی بابان از سال ۱۷۸۹ یا ۱۸۰۳ تا زمان مرگش در سال ۱۸۱۳ بود. او به خاطر شورش و نبردهای متعددش علیه امارت‌های کرد همسایه در امپراتوری عثمانی شناخته شده بود.

## زندگی
عبدالرحمن پاشا پسر محمود پاشا بابان، یکی از مشهورترین شاهزادگان کرد بود. در دوران سلطنت او، امارت بابان با تغییرات سیاسی و نظامی عمده‌ای روبرو شد. او خیلی زود متوجه شد که مرز‌های باریک منطقه و عدم تماس مستقیم با عثمانی دو تهدید عمده برای کردها و امارت بابان است. بنابراین در طول زندگی خود، چندین بار تلاش کرد تا مرزهای امارت بابان را گسترش دهد و یک نیروی مسلح داشته باشد تا والی بغداد نتواند در امور او دخالت کند. درگیری طولانی مدت بین دولت‌های ایران و عثمانی و اختلافات بین سران بابان این آرزوی عبدالرحمن را نقش برآب کرد. در واقع اختلافات به حدی شدید شد که در سال ۱۸۰۵ ائتلافی از عثمانی‌ها، مملوک‌ها و یکی از اعضای خانواده‌اش که از دین برگشته بود، به رهبری خالد پاشا بابان، عبدالرحمن را مجبور به فرار به ایران کرد. خالد پاشا برای مدت کوتاهی رهبری امارت بابان را برعهده گرفت، با این حال، سلطنت او کوتاه مدت بود و یک سال بعد با حمایت شاه ایران، فتحعلی شاه قاجار، عبدالرحمن در سلیمانیه پایتخت بابان، به قدرت بازگشت. در طول سلطنت خالد پاشا عبدالرحمن حداقل پنج بار مجبور به فرار از سلیمانیه شد. در نهایت عبدالرحمن پاشا در سال ۱۸۱۳ درگذشت.

## شورش
در سال ۱۸۰۶ عبدالرحمن پاشا شورشی را ترتیب داد. برخی از مورخان کرد این شورش را اولین شورش با احساسات ملی‌گرایانه میدانند، با این حال هدف واقعی او گسترش قلمرو خود به قیمت از دست دادن والی بغداد بود و او سعی داشت با تأیید سلطان و با قدرت اقتصادی و نظامی که در دست داشت، تنها قدرت در منطقه باشد، نه یک کردستان مستقل. همانطور که جی‌سی ریچ، ساکن بریتانیا و دوست نزدیک عبدالرحمن پاشا می‌گوید، پاشا به دنبال استقلال کامل نبود، او فقط میخواست «کشورش را خراج‌گذار باب عالی کند، اما از هر پاشای همسایه مستقل باشد». دلیل این شورش این بود که وقتی ابراهیم پاشا، عموی عبدالرحمن پاشا درگذشت، مقامات عثمانی یکی از اعضای قبیله رقیب را به عنوان امیر منصوب کردند. در ژوئن ۱۸۱۰، عبدالرحمن پاشا به سمت بغداد لشکرکشی کرد تا حاکم نیمه‌ مستقل و کوچک سلیمان پاشا، که به استانبول خراج نداده بود، سرنگون کند. نیرو‌های ارتش بغداد حمله‌ای خشن به ارتش عبدالرحمن پاشا انجام دادند که باعث پراکندگی نیرو‌های او شد و بسیاری از آنها به ارتش بغداد یا خالد پاشا پیوستند. اما در نهایت عبدالرحمن پاشا پیروز شد، زیرا تلفات نیرو‌های او تنها ۱۰۰۰۰ نفر بود، درحالی که تلفات نیرو‌های مخالف ۱۰۰۰۰۰ نفر بود و سلیمان پاشا کشته شد. این نبرد به عنوان نبرد تنگه‌ها یا نبرد دربند شناخته میشود. این پیروزی، عبدالرحمن پاشا را در استانبول به جایگاه قابل توجهی رساند. پس از بازگشت او به عنوان مباشر در حلقه داخلی سلطان منصوب شد‌.

## همچنین ببینید
- بابان
- ابراهیم پاشا بابان
- سلیمانیه